# Паспье

Паспье из оперы-балета «Шагреневая кость»

Паспье́ (от фр. passe-pied, «вышагивающая ножка» или «маленький шажок») — старинный французский танец в трёхдольном метре. Близок к менуэту, но исполняется в несколько более живом темпе. Танец деревенский, возникший, по всей вероятности, в Нормандии или Северной Бретани. В народном обиходе музыка танца чаще всего исполнялась на волынке или же пелась деревенскими музыкантами, отсюда простота её мелодического рисунка и несложность интервального ряда.

## Характерные черты
Музыкальный размер придворного паспье ¾ или 3/8, мелодия обычно начинается с затакта. В фактуре музыкальной ткани преобладают мелкие длительности: восьмые или шестнадцатые. Ещё одним характерным признаком паспье является его многочастная структура, в которой каждый раздел многократно повторяется, а последний, для того, чтобы придать мелодической линии бо́льшую выразительность, яркость и свежесть восприятия, исполняется не в мажоре, как первоначально, а — в миноре.

## Начальный период — до XVII века
Паспье — подвижный и жизнерадостный танец; он был известен в крестьянском быту Верхней Бретани ещё в Средние века. Постепенно танец проник и в быт французской столицы:  парижане с большим воодушевлением отплясывали его на улицах особенно в праздничные дни, давая волю своему бурлящему темпераменту и вовлекая в танцевальное действие всех приходящих на праздник.
В конце XVI — первой половине XVII века паспье получает придворный статус и становится весьма популярным не только в салонах, но и на придворных балах Франции. Куртуазные манеры и зарождающаяся эстетика галантного века не могли не сказаться на характере и содержании паспье. Из лихой деревенской пляски он превратился в изысканный, грациозный танец, наполненный множеством мелких, подчёркнуто ритмичных движений. Теперь он требовал от танцора серьёзного обучения, навыков и сноровки. Можно привести один из показательных примеров замысловатых танцевальных «па», из которых состоял паспье. Это был поистине эквилибристический, почти цирковой трюк: танцуя, кавалер должен был одновременно снимать и надевать шляпу в такт музыке, демонстрируя необыкновенную лёгкость и непринуждённое выражение лица.

## Растущая популярность
Особенно интересный период в развитии танцевальной культуры Франции начался на рубеже XVII века, в период правления Людовика XIII (Справедливого). Это был король, щедро наделённый изяществом и творческими талантами: горячий любитель музыки, он прекрасно играл на клавесине, виртуозно владел охотничьим рожком, пел в ансамбле, сочинял песни и многоголосные псалмы и, в довершение всего, был великолепным танцором — постоянным исполнителей ролей в придворных балетах. Потому совсем не удивительно, что во времена его правления началось повальное увлечение танцами. Танцевали в буквальном смысле все — имея в виду все сословия. Причём даже аристократы, представители высших ступеней иерархической лестницы, отдавали предпочтение именно народным танцам, стараясь «разбавить» ставший скучным придворный танцевальный церемониал, с большим удовольствием исполняя на королевских балах танцы «в крестьянском духе». Посещая сельские праздники, дамы и господа не оставались в числе пассивных наблюдателей, и даже напротив, принимали активное участие, танцуя порой до упаду. Сохранилось красноречивое свидетельство участницы одного из таких праздников, госпожи де Севинье. В письме к своей дочери, Госпоже де Гриньян, она рассказала о своей поездке в Бретань: «После ужина были танцы: мы протанцевали все паспье, все менуэты, все куранты, не пропустив ни одной игры. Наконец, пробило полночь: наступил Великий пост».

## Вторая половина XVII — начало XVIII века
С середины XVII века, уже при Людовике XIV, паспье стал исполняться на придворных балах в несколько изменённом виде и получил своё распространение в качестве театрального (оперного и балетного) танца.
К концу XVII века паспье окончательно приобретает характер галантного придворного танца — он бесповоротно отказывается от простонародного принципа движения по кругу (хоровода). Теперь танцующие пары образуют линию, место каждой пары в которой строго регламентировано в зависимости от сословно иерархических взаимоотношений участников.
Начало XVIII века характеризуется господствующим положением при дворе парных танцев, таких как бурре, ригодон, гавот, менуэт и, конечно же, паспье. Движение и музыкальное сопровождение этих танцев отличаются стремлением к строгой красоте форм, ясности, утончённости, элегантности и изысканности в выражении. Несмотря на присущую придворным балам пышность и роскошь, к середине столетия на смену парным танцам, с их непростым этикетом, приходят танцевальные формы близкие и доступные широким общественным кругам. Таким образом, парные танцы снова уступают место массовым.

## Первая половина XVIII века
Уже к середине XVIII века паспье как бальный танец выходит из употребления, но по-прежнему остаётся одним из любимых у музыкантов и композиторов того времени. Наряду с другими танцами, ушедшими из-под ног (например, павана и гальярда), паспье становится частью инструментальной (камерной или клавесинной) сюиты: в качестве вставного номера между её основными танцевальными частями (чаще всего, между сарабандой и жигой, или, позднее, перед бурре). Паспье можно встретить в клавирных и инструментальных сюитах И. С. Баха, Ж.-Ф. Телемана, Ф. Куперена, Г.-Ф. Генделя, И. Я. Фробергера.
- Музыкальный пример — Georg Philipp Telemann. Overture (Suite) in D Major — VIII.'Passepied
- Музыкальный пример — J.S. Bach. Suite No.1 in C major, BWV 1066 — Passepied I & II Архивная копия от 13 октября 2016 на Wayback Machine

Также паспье входит составной частью в пасторальные сцены многих опер и балетов композиторов второй половины XVII — начала XVIII века. Наиболее известные образцы «больших» Паспье принадлежат перу известнейших композиторов эпохи Барокко, таких как Андре Кампра, Жан Батист Люлли, Жан Филипп Рамо и даже находящийся на границе классицизма Кристоф Виллибальд Глюк.

Тема Паспье из оперы-балета Андре Кампра «Галантная Европа»

- Музыкальный пример — Jean-Philippe Rameau. «La Princesse de Navarre» (Comédie-ballet, 1745) — Passepied Архивная копия от 5 октября 2016 на Wayback Machine
- Музыкальный пример — Jean-Baptiste Lully. «Le temple de la Paix» (Ballet, 1685) — Passepied I & II (Orgue)

Музыкальная тема одного наиболее показательных образцов этого танца приведена на нотном примере. Это паспье из самой известной оперы-балета Андре Кампра «Галантная Европа», завершающее первый акт этого балета («Галантная Франция»). В оркестровой сюите из этого балета танец дублирован, что было обычной практикой барочных балетов. Он состоит из двух тем, соединенных в трёхчастную форму, Passsepied I и Passepied II.

## Форма паспье в музыке XX века
В XIX — XX веках область употребления этого прежде популярного танца сузилась до максимально элитарных случаев — в качества артефакта эпохи или особой виньетки. В редких случаях, как знак особой эстетизации или художественной отсылки под галантный стиль (рококо) форма этого танца использовалась некоторыми композиторами XX века. В этом числе — Клод Дебюсси («Бергамасская сюита» — IV.Passepied) и Сергей Прокофьев (Балет «Золушка», Ор.87: Второй Акт — № 21. Паспье). Каждый из композиторов по-своему объяснил своё обращение к форме паспье.
Старинные жанры из «Бергамасской сюиты» Дебюсси — прелюдия, менуэт и паспье — представляют своеобразный «импрессионистский» вариант неоклассицизма, в некотором роде музыкальное подношение французским клавесинистам эпохи рококо, Ф. Куперену и Ж.-Ф. Рамо. Первые примеры подобного обращения ещё в 1887 году дал близкий друг Дебюсси, Эрик Сати: своими «Тремя Сарабандами» (первое импрессионистское произведение в музыке), а затем — неизменным интересом к средневековой музыке («Готические танцы»,"Стрельчатые своды", «Первый менуэт» и т. д.). Вслед за ним и Дебюсси ничуть не старается стилизовать танцы «под старину», а создаёт свой фантазийный образ старинной музыки — внутреннее ощущение, а не «портрет».
- Музыкальный пример — A.-C. Debussy. «Suite Bergamasque», IV. Passepied — Walter Gieseking (piano) Архивная копия от 11 мая 2016 на Wayback Machine

Прокофьев, работая над балетом «Золушка» (специально написанным для великой русской балерины Галины Улановой), оставил ценные записи, в которых ясно определил цель и задачи этого балета. Он писал, что «для меня очень важно было, чтобы балет „Золушка“ получился наиболее танцевальным, чтобы танцы вытекали из сюжетной канвы, были разнообразны и чтобы артисты балета имели возможность в достаточной мере показать своё искусство. Я писал „Золушку“ в традициях старого классического балета, в ней есть pas de deux, adagio, гавот, несколько вальсов, павана, паспье, бурре, мазурка, галоп. Каждое действующее лицо имеет свою вариацию».
- Музыкальный пример — Sergei Prokofiev. Ballet «Cinderella» Op 87, Act II: Passepied (Allegro)

В качестве ещё одного примера употребления формы паспье в музыке XX века можно назвать оперу-балет «Шагреневая Кость» (композитор Юрий Ханон, 1989). Старинные танцы здесь играют роль не столько балетного номера, сколько приглашения к танцу и выполняют функцию разделительных линий между действиями оперы-антракта. «Шагреневая Кость» — большой трёхактный балет, написанный в жанре «тенденциозного классического балета» или «балета с комментариями». Творческим ориентиром для композитора послужили одновременно «Дон-Кихот» Л. Минкуса и «Парад» Э. Сати. В одном из своих интервью автор чётко объяснил, для чего ему в современном балете понадобилась устаревшая форма танца паспье.

«Точкой отсчёта для меня стал „Парад“ Сати. <…> на сцене между делом разворачивается веристский спектакль, посвящённый отношениям любовников: Полины и Рафаэля. Каждый раз, когда страсти накаляются до предела, по контрасту, словно отбрасывая действие на три века назад, следует невозмутимо спокойный танец в стиле ро-ко-ко: менуэт, паспье, бурре. И так продолжается вплоть до смерти героя и автора от приступа кашля».
Будучи одновременно и автором либретто, композитор создал цельный спектакль, который представляет собой сжатую версию, «концентрат» формального балетного языка. Цель — вынести на сцену не просто балет, а «балет о балете». Жанр спектакля Юрий Ханон определил как «арьергардный балет». Это явная отсылка в прошлое, однако с сохранением запаха сегодняшнего дня.

## Комментарии
1. ↑  Па — способы движений ног, прыжков, перевёртываний в хореографии.
2. ↑  В 1890 году Жорж Дера опубликовал зафиксированную композицию «Passepied de la Reine» Она состояла из восьми фигур, включающих большое количество трудных, часто повторяющихся движений.